# 구비키오노역
구비키오노역(일본어: 頸城大野駅)은 일본 니가타현 이토이가와시에 위치한 서일본 여객철도 오이토 선의 철도역이다. 단선 승강장 1면 1선의 구조를 갖춘 지상역이다.

## 이용 현황
| 승차 인원 추이 | 승차 인원 추이 |
| 연도           | 1일 평균       |
| -------------- | -------------- |
| 2004           | 49             |
| 2005           | 26             |
| 2006           | 13             |
| 2007           | 16             |
| 2008           | 14             |
| 2009           | 12             |
| 2010           | 16             |
| 2011           | 12             |
| 2012           | 9              |
| 2013           | 6              |
| 2014           | 9              |
| 2015           | 10             |

## 역 주변
- 국도 제148호선
- 히메 강

## 역사
- 1934년 11월 14일 : 국유철도 오이토키타 선 네치 역 - 이토이가와역 간의 개통과 동시에 개업. 여객 · 화물의 취급 개시.
- 1957년 8월 15일 : 오이토키타 선이 오이토 선의 일부가 되어, 당 역도 그 소속으로 함.
- 1972년 10월 1일 : 화물 취급 폐지.
- 1987년 4월 1일 : 일본국유철도 분할 민영화에 의해, 서일본 여객철도가 승계.
- 2014년
  - 11월 22일 : 나가노 현 가미시로 단층 지진에 의해 시나노오마치 역 - 이토이가와 역 간 통제에 의해 영업 중지.
  - 11월 23일 : 히라이와 역 - 이토이가와 역 복구에 의해 영업 재개.

## 인접 역
| 서일본 여객철도 오이토 선         | 서일본 여객철도 오이토 선 | 서일본 여객철도 오이토 선 |
| --------------------------------- | ------------------------- | ------------------------- |
| 네치 미나미오타리 · 마쓰모토 방면 | ■ 오이토 선               | 히메카와 이토이가와 방면  |